# Šahovski savez Crne Gore
Šahovski savez Crne Gore (cg. Šahovski savez Crne Gore), krovno tijelo športa šaha u Crnoj Gori. Osnovan je 1949. godine i član je FIDE od 2007. godine. Sjedište je u Podgorici, IV. jula 37. Crna Gora pripada europskoj zoni 1.5a. Predsjednik je Jovan Milović (ažurirano 26. listopada 2019.).

## Vanjske poveznice
- Službene stranice